# Chloramphénicol acétyltransférase
Pour les articles homonymes, voir CAT.
La chloramphénicol acétyltransférase (CAT) est une acétyltransférase qui catalyse la réaction :
acétyl-CoA + chloramphénicol  {\displaystyle \rightleftharpoons }  CoA + acétate de chloramphénicol.
Cette enzyme, présente chez certaines bactéries, intervient dans la détoxication du chloramphénicol, conférant à ces bactéries une résistance à cet antibiotique. Cette réaction d'acétylation, dans laquelle un résidu d'histidine de l'extrémité C-terminale joue un rôle déterminant, empêche le chloramphénicol de se lier aux ribosomes.